# Lúcio Cássio Longino (procônsul)
Lúcio Cássio Longino (em latim: Lucius Cassius Longinus) foi um político e general da gente Cássia da República Romana. Era irmão de Caio Cássio Longino, um dos líderes da revolta que levou ao assassinato de Júlio César em 44 a.C..

## História
Por volta de 52 a.C., Lúcio era um dos triúnviros monetários (é possível que ele tenha sido um deles entre 63 e 62 a.C. também). Depois disto, Lúcio foi nomeado procônsul por Júlio César em 48 a.C., já durante a guerra civil e ocupou a Tessália, de onde foi expulso pelo general pompeiano Metelo Cipião e obrigado a se juntar a Caio Calvísio Sabino na Etólia. 
Lúcio foi tribuno da plebe em 44 a.C., um ano notável pela grande quantidade de tribunos, durante o pretorado de seu irmão. Juntamente com seus colegas de tribunato, Tibério Canúcio e Décimo Carfuleno, Lúcio foi excluído de uma importante reunião do Senado Romano realizada em 28 de novembro, na qual foram distribuídos os governos das províncias romanas para o ano seguinte. Uma lei que permitia que César atribuísse o status de "patrícia" a novas famílias provavelmente foi patrocinado por Lúcio e não por seu irmão, o pretor Caio. 